# Сьорін-рю
Сьорін-рю — це плеяда окінавських бойових мистецтв, яка справила величезний вплив на формування багатьох стилів сучасного карате. Ця школа є певним сплетінням двох технік сюрі-те і томарі-те. Родоначальником класичного стилю сьорін-рю був легендарний окінавский майстер того часу Мацумура Сокон, чий вплив на всі стилі напрямки сьорін-рю неможливо переоцінити, який дав "путівку в життя" чотирьом родинним окінавским школам: Собаясі сьорін-рю - школа "малого лісу"; Кобаясі сьорін-рю - школа "молодого лісу" (ідентична Собаясі); Мацубаясі сьорін-рю - школа "соснового лісу"; стиль Мацумура карате, заснований Сокеном Хоханом.

## Історія стилю

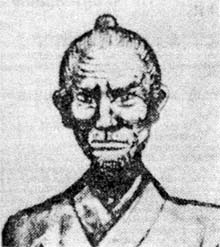
Мацумура Сокон.

Людиною, яка заклала основи сьорін-рю був Мацумура Сокон. Він був відомим воїном свого часу, охоронцем трьох царів Окінави. Мацумуру Сокона часто називали Міямото Мусасі Окінави і його королі називали "буси", або воїн. Незважаючи на те, що його часто називають "засновником" Сюрі-те, він не винаходив все компоненти стилю. Він синтезував свої знання мистецтва окінавского з китайськими бойовими мистецтвами, яким він навчався в своїх подорожах, і навчав йому як цілісну систему деяким студентам, які згодом поліпшили її і передали далі. Сам Мацумура завжди стверджував, що викладає китайське бойове мистецтво, яке практикував в жорсткій старошаолінськой манері.

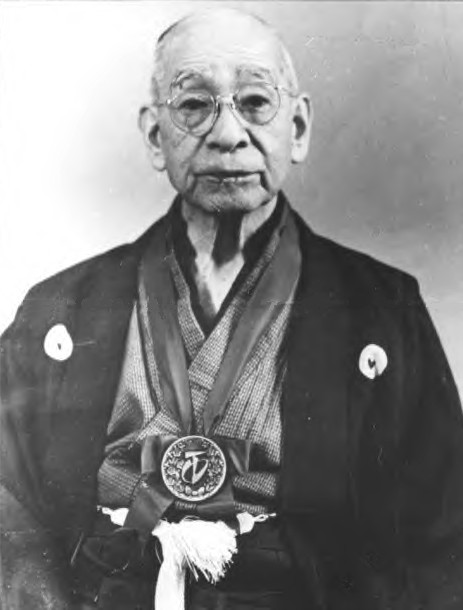
Тосін Тібана — засновник сьорін-рю.

Остаточно сьорін-рю, як стиль карате був сформований зусиллями майстра Тьосін Тібана. Тьосін Тібана був одним з кращих учнів майстра Сюрі-те, Ітосу Анко. Ітосу Анко був кращим студентом Мацумура. У 1933 році Тьосін Тібана вирішив назвати свій стиль Сьорін-рю, в честь китайського коріння Шаолінь, щоб відрізняти його від інших стилів, які були модифіковані щодо початкового навчання Ітосу Анко. До цього часу назв стилів в Окінаві не було (хоча і поширені в Японії для японських бойових мистецтв).

## Відмінності стилю
Сьорін-рю відрізняють більш високі стійки, в порівнянні з більш пізніми японськими стилями, що забезпечує значну рухливість в ближньому бою. Шанувальники стилю в однаковій мірі користуються лінійними переміщеннями, фронтальним тиском на противника і круговими рухами. На нижньому і середньому рівнях застосовуються удари ногами, які відрізняються лінійним характером прикладання сили. У захисті використовуються або жорсткі травмуючі відбиви, або зупиняючі блоки, що тиснуть і виводять з рівноваги. Захист передпліччям зовні і зсередини виконуються з натиском вперед, що призводить до впливу на хребет і виводу супротивника з рівноваги. У Сьорін-рю перевага віддається хитрому маневру, обманним рухам з почерговим використанням рук і ніг за правилом: "Хочеш атакувати рукою - спочатку змахни ногою, хочеш атакувати ногою - спочатку змахни рукою''. Цим легким і рухливим стилем міг займатися будь-який бажаючий, навіть дуже низькоросла і слабосильна людина. Його опановували без особливих зусиль навіть жінки і діти.

## Напрями
- Сьорін-рю Сідокан
- Сьорінкан
- Сьорін-рю кюдокан
- Осюкай
- Сьорін-рю Сінкокай

## Ката
Це список основних ката, які вивчаються в Сьорін-рю. Не всі ката практикують у всіх школах. У деяких стилях Сьорін-рю ката викладається до або замість Фукюката.
- Кіхон
- Фукюката
- Тайкьоку
- Наханчи
- Пінан
- Пассай
- Кусанку
- Чінто (ката)
- Годзюсихо
- Дзіон